# Cladiscodes orientalis
Cladiscodes orientalis är en stekelart som beskrevs av Singh och Agarwal 1993. Cladiscodes orientalis ingår i släktet Cladiscodes och familjen sköldlussteklar. Inga underarter finns listade i Catalogue of Life.